# Iowa Film Critics
L'Iowa Film Critics Association (IFCA) è un'associazione americana di critici cinematografici, con sede nell'Iowa, Stati Uniti. Fondata nel 2003, assegna ogni anno gli Iowa Film Critics Association Awards (IFCA Awards).

## Categorie di premi
- Miglior film
- Miglior regista
- Miglior attore
- Migliore attrice
- Miglior attore non protagonista
- Miglior attrice non protagonista
- Miglior film d'animazione
- Miglior film che deve ancora uscire in Iowa